# Habenaria praealta
Habenaria praealta är en orkidéart som först beskrevs av Louis Marie Aubert Du Petit-Thouars, och fick sitt nu gällande namn av Spreng.. Habenaria praealta ingår i släktet Habenaria och familjen orkidéer. Inga underarter finns listade i Catalogue of Life.